# ستيف برودي (ممثل)
ستيف برودي (بالإنجليزية: Steve Brodie)‏ مواليد 21 نوفمبر 1919 في إل دورادو، كانساس، الولايات المتحدة - الوفاة 09 يناير 1992 في كاليفورنيا، الولايات المتحدة، هو ممثل أمريكي بدأ مسيرته الفنية سنة 1944. امتدت مسيرته الفنية لأكثر من 45 عاما.

## الأعمال
- تبادل إطلاق النار
- بودي جارد

## روابط خارجية
- ستيف برودي على موقع IMDb (الإنجليزية)
- ستيف برودي على موقع ألو سيني (الفرنسية)
- ستيف برودي على موقع ميوزك برينز (الإنجليزية)
- ستيف برودي على موقع أول موفي (الإنجليزية)
- ستيف برودي على موقع قاعدة بيانات الأفلام السويدية (السويدية)
- ستيف برودي على موقع إن إن دي بي (الإنجليزية)
- ستيف برودي على موقع قاعدة بيانات الفيلم (الإنجليزية)
- ستيف برودي على موقع كينوبويسك (الروسية)